# Tumbo (libro)

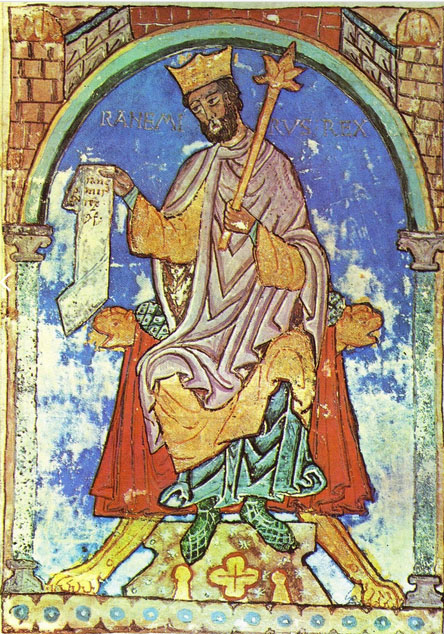
Tumbo A de la Catedral de Santiago de Compostela con una miniatura del rey Ramiro II de León.

Un tumbo (del griego τύμβος, "túmulo") o, a veces, becerro, es un cartulario donde los monasterios, catedrales, iglesias o concejos registraban datos de interés para su historia y control de sus privilegios, donaciones, escrituras y pertenencias. Los más antiguos estaban en pergamino y los más modernos, en papel. Aunque no hay un criterio definido, los tumbos, que guardan muchas características similares a los becerros (llevando a considerarlos lo mismo), serían de mayores dimensiones por lo «que se tenían tumbados, o sea, colocados horizontalmente.»

## Cartularios, libros, tumbos y becerros
La profesora de archivística de la Universidad Complutense de Madrid, Concepción Mendo Carmona, se expresaba así a este respecto, en 2002:

El término diplomático acuñado para la denominación del objeto que se estudia aquí es el de cartulario. El término cartularium o chartularium, es de uso común para la zona catalano-aragonesa y navarro oriental; así como liber lo es para la misma zona y para los reinos del noroeste peninsular. Aunque, en la terminología diplomática española y para éste último ámbito geográfico estos libros se han transmitido con la denominación de tumbos y becerros. Tumbo sería nomenclatura común para el antiguo territorio del reino astur-leonés; becerro, para Castilla, incluida La Rioja y la Navarra occidental; aunque es ocioso querer delimitar el uso de tales términos ya que hay cartularios formados por el Concejo de Sevilla a finales del siglo XV que reciben la denominación de tumbos; y prácticamente hay libros-becerros formados a instancias episcopales en todas las catedrales y monasterios del territorio de la que fue antigua Corona de Castilla. Sin embargo, lo que no está claro en absoluto es en qué momento se les ha dado tales denominaciones y qué es lo que se quiere designar con ellas.

En la misma línea, pocos años antes, el medievalista José Antonio Munita Loinaz, de la Universidad del País Vasco, afirmaba:

Concretamente los cartularios, que en España se les conoce también como Libros Becerro o Tumbo, no son sino recopilación unificada en forma de códice mamotreto, en los cuales se recogen íntegramente documentos de diversa índole (bulas, privilegios reales, adquisiciones etc.), copiados por la persona o entidad destinataria de los mismos, con el fin de prevenirse mejor contra el natural deterioro o fortuita desaparición de sus originales.

## Descripción
Estos manuscritos, dependiendo de la riqueza de la entidad y de la importancia política que los emitía, acostumbraban a insertar decoración de folio o en los márgenes del texto. En este caso, era frecuente el elemento figurativo para representar a un santo, noble o rey con sus insignias características de poder.
Son especialmente significativos del poder de la Iglesia los tumbos de la Catedral de Santiago de Compostela. En el denominado tumbo A, cuyo contenido comienza en el siglo IX aparecen, entre otras, miniaturas románicas producidas por el scriptorium compostelano a partir de 1129, por mandato del arzobispo Diego Gelmírez. Este tumbo contiene registros que llegan hasta el siglo XVII.

## Véase también

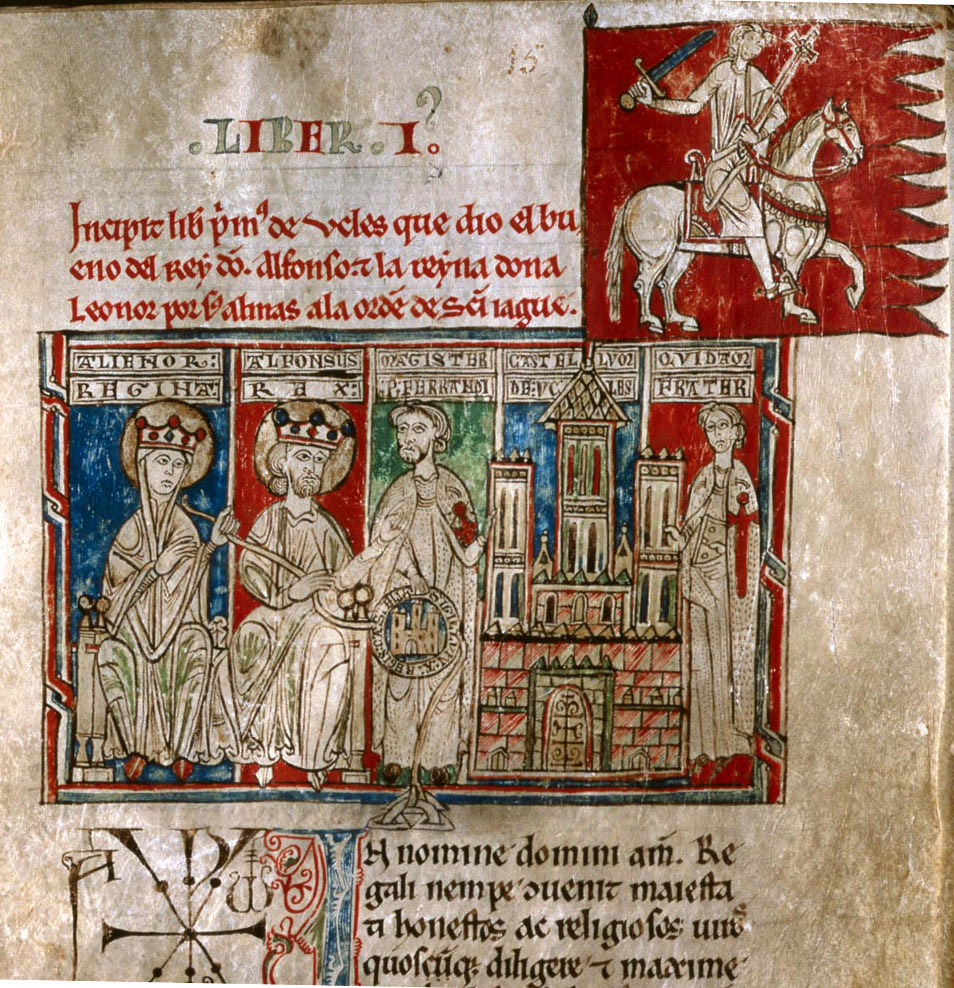
Tumbo Menor de Castilla con miniaturas de Alfonso VIII y Leonor Plantagenet entregando el castillo y villa de Uclés al maestre de la Orden de Santiago Ferrand. Aparece también el estandarte de la Orden y dos caballeros.